# El Chapo (serie televisiva)
El Chapo è una serie televisiva statunitense co-prodotta da Univision e Netflix. La serie racconta la vita di Joaquín "El Chapo" Guzmán. È trasmessa dal 23 aprile 2017 al 25 luglio 2018 sul canale Univision.
A livello globale, la serie viene distribuita dal 16 giugno 2017 al 27 luglio 2018 sul servizio on demand Netflix.

## Trama
La serie racconta gli esordi di Joaquín "El Chapo" Guzmán nel 1985, quando era un membro di basso livello del cartello di Guadalajara fino alla sua ascesa al potere e alla sua ultima caduta.

## Episodi
| Stagione         | Episodi | Prima TV USA | Pubblicazione Italia |
| ---------------- | ------- | ------------ | -------------------- |
| Prima stagione   | 9       | 2017         | 2017                 |
| Seconda stagione | 12      | 2017         | 2017                 |
| Terza stagione   | 13      | 2018         | 2018                 |

## Distribuzione
Il 12 maggio 2017, Univision ha rinnovato la serie per una seconda stagione che è andata in onda dal 17 settembre al 3 dicembre 2017, mentre a livello internazionale è stata rilasciata da Netflix il 15 dicembre 2017.
La seconda stagione è stata trasmessa in patria dal 17 settembre al 3 dicembre 2017 ed è stata pubblicata su Netflix il 15 dicembre 2017. In seguito, è stata rinnovata per una terza stagione, che va in onda negli Stati Uniti dal 9 luglio 2018, mentre a livello globale verrà distribuita il 27 luglio 2018 da Netflix.